# Jane Coop
Jane Austin Coop (nacida el 18 de abril de 1950 en Saint John, Nuevo Brunswick) es un pianista y pedagoga musical canadiense. Es internacionalmente reconocida como pianista de concierto, ha aparecido como recitalista y como solista con las principales orquestas sinfónicas de todo el mundo. Se ha presentado en lugares tales como el Bolshoi Hall en San Petersburgo, el Kennedy Center, el Alice Tully Hall, Roy Thomson Hall, el Centro Cultural de Hong Kong, el Beijing Concert Hall, y la Salle Gaveau de París. De 1980 a 2012 enseñó en la Universidad de la Columbia Británica, en la Escuela de Música en Vancouver. En diciembre de 2012, fue nombrada Miembro de la Orden de Canadá.

## Vida y carrera
Criada en Calgary, Coop estudió con Alexandra Munn y Gladys Egbert cuando era niña. A la edad de 18 años ingresó en la Universidad de Toronto donde estudió piano con Anton Kuerti de 1968 a 1972 y obtuvo su Diploma en 1971 y la Licenciatura en Música en 1972. En 1970 ganó el Festival de talentos de la CBC y en 1971 ganó la WO Beca Forsyth Memorial que le permitió estudiar en Londres con Peter Feuchtwanger en 1972-1973.
Coop ingresó al programa de música para graduados en el Conservatorio Peabody en el otoño de 1973, donde estudió piano con Leon Fleisher. Se graduó en Peabody con una Maestría en Interpretación de Música de Piano en 1974. Dos subvenciones del Consejo de Canadá le permitieron continuar sus estudios con Fleisher hasta 1976. Mientras estuvo en Peabody, ganó el Premio Baldwin en el Concurso Internacional de Piano de Maryland en 1972 y se convirtió profesional debutando como concertista de piano en el St. Lawrence Center for the Arts en Toronto en 1973.
En 1975, Coop ganó el Concurso Internacional de Piano de Washington, y fue galardonada con el único premio a la interpretación de piano en el Concurso Internacional Concert Artists Guild de Nueva York. Fue finalista en el Concurso Internacional de Piano de Munich en 1977.
Es una artista habitual en el Festival de Música de Cámara Kneisel Hall en Blue Hill, Maine, y ha participado en festivales de verano e invierno en Canadá, Europa, Estados Unidos y Japón.
Ha sido miembro del jurado en los concursos internacionales de piano y música de cámara de Dublín (Irlanda) y Kapell (Maryland), Hilton Head (Carolina del Sur), NYIPC (Nueva York), Honens (Calgary) y Washington International (DC), así como el Coleman (Los Ángeles, y Fischoff (South Bend, IN). También ha sido miembro del jurado de los Premios de Artes Escénicas del Gobernador General, el Premio Glenn Gould, la Fundación Hnatyshyn de Becas para Artistas en Desarrollo y varios premios del Consejo de Canadá.

## Discografía

### En solitario
- Mozart: Piezas para piano (Skylark Music SKY8801)
- Haydn: Sonatas para piano (Skylark Music SKY8501)
- El piano romántico, Vol I (Skylark Music SKY0702)
- El piano romántico, Vol II (CBC Records MVCD1083)
- Beethoven: Variaciones Heroica, Sonatas Op. 109 y Op. 111 (Skylark Music SKY8802)
- Temas y variaciones. Schubert, Schumann, Brahms, Mendelssohn, Faure (Skylark Music SKY 9201)
- Chopin: The Late Works, Op. 45, 57, 58, 60 y 61 (Skylark Music SKY9902)
- Chopin: Nocturnos & Mazurcas (Skylark Music SKY9601)
- Un siglo de clásicos del piano. Beethoven: Sonata Op. 7; Brahms: Klavierstucke, Op 119; Chopin: Scherzo n.º 4 op. 54 (Skylark Music SKY0901)
- Beethoven: The Young Innovator. Sonatas Op. 10 n.º 3; Op. 27 n.º 2 & Op. 28 (Skylark Music SKY1601)

### Conciertos
- Prokófiev: Concierto n.º 1; Bartok: Concierto n.º 3. Con Malcolm Forsyth, Filarmónica de Calgary, Mario Bernardi (Skylark Music SKY1703)
- Britten: Concierto para piano inglés. Con Rawsthorne; Irlanda; Finzi (Skylark Music SKY1702)

### Colaboraciones
- Mozart: Cuartetos con piano. Con Miembros del Orford Quartet (Skylark Music SKY9002)
- Quatuor Satie. Cuartetos de Fauré, Ravel, Màche. Con Satie String Quartet (Skylark Music SKY0601)
- Brahms: Un viaje de anhelo (con la soprano Donna Brown, violista Yariv Aloni); Canciones de Brahms, Tres intermezzi, Op. 117 (Skylark Music SKY1501)
- Beethoven: Sonatas completas para violín y piano. Con Andrew Dawes, violín (Skylark Music SKY0101)
- Música de cámara de Brahms y Jenner. Con James Campbell, clarinete / Martin Hackleman, trompa / Martin Beaver, violín (Skylark Music SKY1701)
- Música de Arnold Bax y York Bowen. Con Doris Lederer, viola (Centaur CRC2660)